# 慈恵第三看護専門学校
慈恵第三看護専門学校 （じけいだいさんかんごせんもんがっこう）は、学校法人慈恵大学が運営する看護専門学校。東京都狛江市和泉本町4丁目11番1号に位置し、東京慈恵会医科大学国領キャンパスと東京慈恵会医科大学附属第三病院（臨地実習）に併設されている。学生数154人（2021年5月1日時点）。

## 歴史
＜主な出典：慈恵看護教育年表の他＞
- 1968年04月 - 学校法人慈恵大学が慈恵第三分院附属准看護学院を開校。
- 1971年04月 - 慈恵第三分院附属准看護学院を閉校。慈恵第三高等看護学院（2年課程）を開校。
- 1976年11月 - 慈恵第三高等看護学院校舎が竣工。
- 1977年03月 - 学校教育法の改正（専修学校制度新設）に伴い、慈恵第三看護専門学校と改称（同年1月、専修学校として認可）。
- 1983年03月 - 学生寮が竣工。
- 1989年10月 – 翌年度の3年課程開設に向けて新校舎が竣工。
- 1990年04月 - 3年課程（1学年定員50人）を併設、開校。
- 1991年03月 - 2年課程最終学年の卒業に伴い課程廃止、閉校。
- 1992年04月 - 推薦入学制度を導入。男女共学に移行。

## 交通アクセス
- 京王電鉄京王線調布駅南口2番・3番乗り場より小田急バス約8分乗車して「慈恵医大第三病院前」バス停を下車。
- 京王電鉄京王線国領駅より小田急バス約4分乗車して「慈恵医大第三病院前」バス停を下車。又は同駅より徒歩10分余り。
- 小田急電鉄小田原線狛江駅北口1番乗り場より小田急バス又は京王バス約10分乗車して「慈恵医大第三病院前」バス停を下車。